# みんなあなたを愛してる
「みんなあなたを愛してる」（みんなあなたをあいしてる）は、Kiroroの18枚目のシングル。2009年3月4日にビクターエンタテインメントから発売された。

## 解説
- 劇場アニメ『超劇場版ケロロ軍曹 撃侵ドラゴンウォリアーズであります!』のエンディングテーマとして使用された[2]。
- 2022年現在最後のシングル。
- 以後Kiroroとしてのリリースは2016年、企画アルバム『子供といっしょにききたいキロロのうた』のリリースまで途絶えた。

## 収録曲
1. みんなあなたを愛してる [5:27]
作詞・作曲：金城綾乃　編曲：石塚知生
2. みんなあなたを愛してる（Instrumental） [5:25]

## 収録アルバム
| 曲名                   | 収録アルバム                             | 発売日       | 規格品番   |
| ---------------------- | ---------------------------------------- | ------------ | ---------- |
| みんなあなたを愛してる | 『子供といっしょにききたいキロロのうた』 | 2016年3月9日 | VICL-64540 |